# Beliș, Cluj
Beliș (în maghiară Jósikafalva) este satul de reședință al comunei cu același nume din județul Cluj, Transilvania, România. Localitatea este atestată documentar în 1369, sub numele de "Flavia Beles".

## Veziși
- Biserica de lemn din Beliș
- Masacrul de la Beliș